# Duomo di Santa Maria Assunta (Pieve di Soligo)
Il duomo di Santa Maria Assunta è il principale luogo cattolico nonché la parrocchiale di Pieve di Soligo, in provincia di Treviso e diocesi di Vittorio Veneto; fa parte della fornia del Quartier del Piave.

## Storia

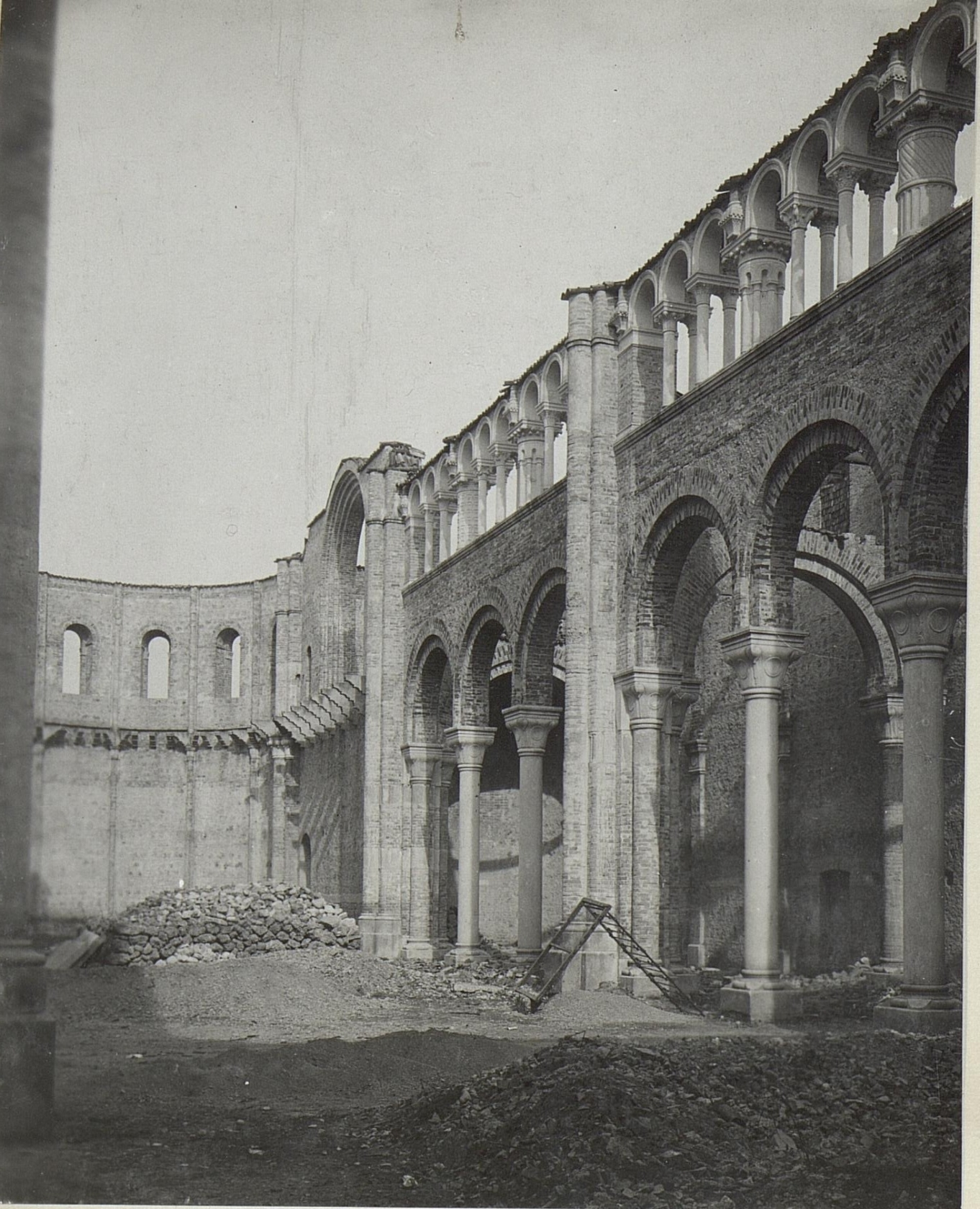
L'interno del Duomo durante la sua costruzione

Si sa che Pieve di Soligo divenne parrocchia autonoma già nell'Alto Medioevo. La pieve di Santa Maria Assunta aveva allora un territorio molto vasto ed è matrice di Soligo, Barbisano, Farrò, Falzè, Solighetto e, forse, anche di Collalto.
L'antica chiesa, eretta sicuramente prima del XIV secolo, venne demolita tra la fine dell'Ottocento e l'inizio del Novecento, poiché era ormai fatiscente. L'attuale duomo fu edificato tra il 1904 e il 1924 su progetto di Domenico Rupolo e consacrato nel 1937.

## Descrizione e campanile

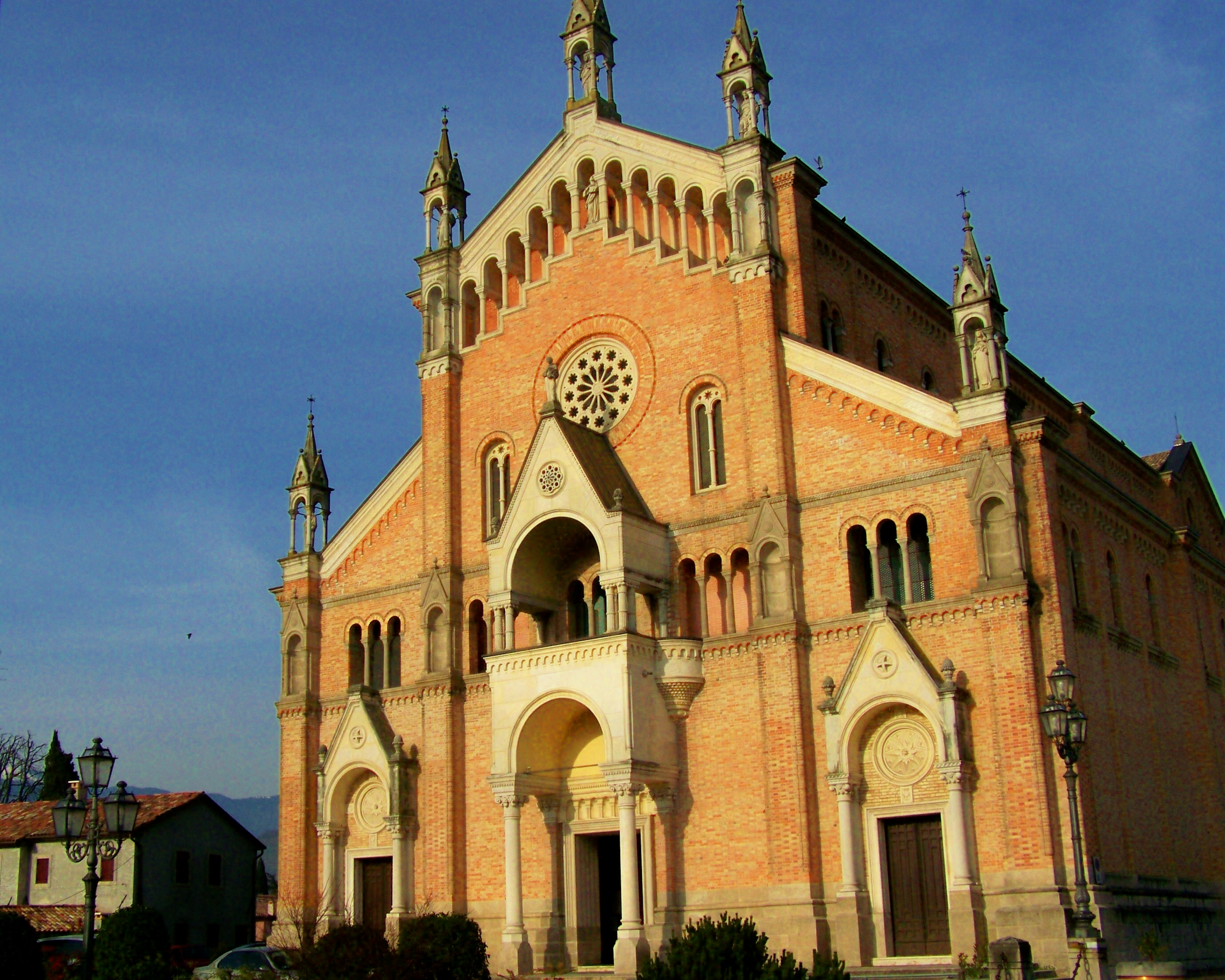
Facciata del duomo

La facciata a salienti, in laterizio, è sovrastata da cinque pinnacoli e fa intuire la struttura a tre navate degli interni.
L'opera d'arte di maggior valore in essa custodita è la pala d'altare del pittore primo-cinquecentesco Francesco da Milano, rappresentante Assunzione della Vergine e risalente al 1540.
Altre opere pittoriche degne di nota sono Crocifissione di Giovanni Possamai e Vergine con Gesù Bambino di Marta Sammartini, entrambe novecentesche.
Trovano qui sepoltura le reliquie del beato Giuseppe Toniolo.
A sinistra del duomo svetta l'alto campanile, inaugurato nel 1955. Esso si eleva per circa 70 m e si classifica uno dei più alti d'Italia.

## Organo a canne
È presente ora un organo a canne a due tastiere con 48 registri a trasmissione elettrica. L’organaro Rodolfo Guerrini di Bassano che all'epoca si occupò dell'installazione trasformo l'organo in due manuali a trasmissione pneumatica. Quindi nel 1984 fu restaurato e ingrandito e trasformato a trasmissione elettrica da Piccinelli.
Di seguito la disposizione fonica dello strumento:
I - Grand'Organo
Principale 16' 

Principale 8'
 
Ottava 4'

Duodecima 2'2/3 

Decima Quinta 2'

Decima Nona 1'1/3 

Vigesima II° I° 

Vigesima VI° IX° 

Trigesima III° VI° 

Flauto 8'

Flauto 4'

Flauto in XII 2'2/3 

Flaugioletto Soprani 2'

Cornetta 1'3/5 

Dulciana 8'

Voce Umana 

Tromba Bassi 

Tromba Soprani 

Eufonio Bassi 

Corno Inglese Soprani
II - Espressivo
Principale 8'

Ottava 4'

Decima Quinta 2'

Decima Nona 1'1/3 

Vigesima II° I° 

Vigesima VI° IX° 

Bordone 8'

Flauto in VIII 4'

Flauto in XII 2'2/3 

Flaugioletto 2'

Cornetta 1'3/5 

Gamba 8'

Voce Celeste 8'

Viola 4'

Violoncello 8'

Tremolo
Pedale
Contrabasso 16'

Quinta 10'2/3 

Basso 8'

Duodecima 5'1/3 

Ottava 4'

Ripieno 2 File 

Bordone 16'

Bordone 8'

Flauto 4'

Bombarda 16'

Tromba 8'

Tromba 4'

Campane

## Campane

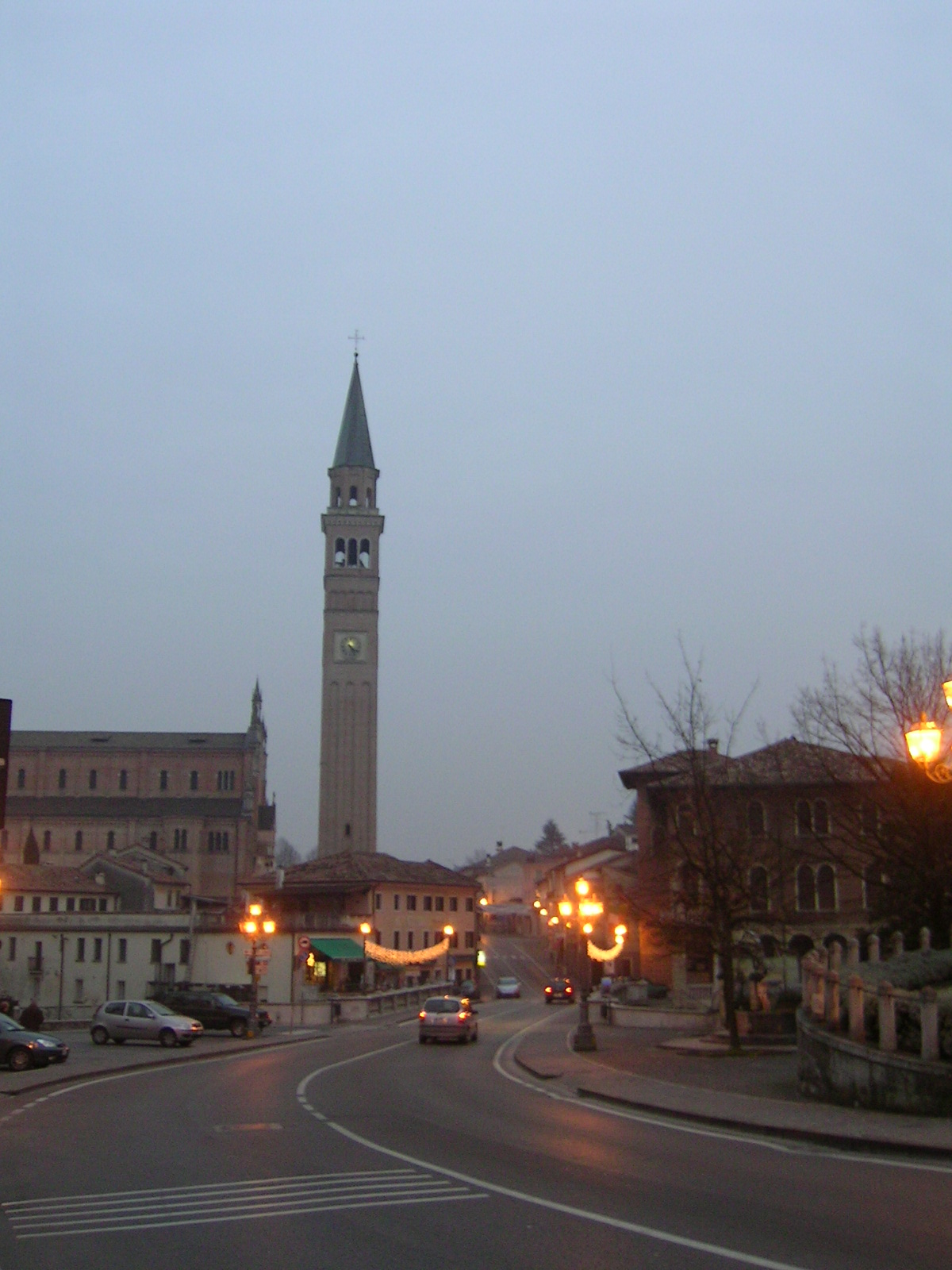
Il campanile visto dal centro del paese

Il campanile stesso contiene un poderoso concerto di 3 campane montate a battaglio cadente (con possibilità della sincronizzazione, molto diffusa nella provincia di Treviso) in scala diatonica maggiore di Reb3, fuse dalla Premiata Fonderia De Poli di Revine Lago (TV). Oltre al concerto è presente anche un campanello di richiamo posto sul tetto del Duomo.